# Prades, Ariège

Prades este o comună în departamentul Ariège din sudul Franței. În 1 ianuarie 2022 avea o populație de 46 de locuitori.